# Willem de Veroveraar
Willem I (Falaise, ca. 1028 — Rouen, 9 september 1087), ook bekend als Willem de Veroveraar (William the Conqueror), was de eerste Normandische koning van Engeland van 25 december 1066 tot zijn dood. Hij was ook hertog van Normandië van 1035 tot zijn dood, onder de naam Willem II. Vóór zijn verovering van Engeland, stond hij bekend als Willem de Bastaard omdat hij een buitenechtelijk kind was. Om zijn aanspraken op de Engelse kroon kracht bij te zetten viel Willem in 1066 Engeland binnen. Hij leidde een leger van Normandiërs, Bretons, Vlamingen en Fransen (van Parijs en Île-de-France) naar de overwinning op de troepen van de Engelse koning Harold II in de Slag bij Hastings. De daaropvolgende Engelse opstanden werden door hem onderdrukt in wat bekend is geworden als de Normandische verovering van Engeland.

## Jeugd
Willem was de buitenechtelijke zoon van Robert de Duivel en Herleva, dochter van een leerlooier genaamd Fulbert. Hij werd geboren in het Normandische Falaise, zo'n 30 km ten zuiden van Caen. Zijn vader werd ervan verdacht aan de macht te zijn gekomen na zijn oudere broer te hebben vergiftigd. Vermoedelijk om die reden ging Robert in 1034 op een pelgrimstocht naar Jeruzalem. Voor zijn vertrek liet hij de Normandische edelen hun trouw zweren aan Willem. Hoewel Willem buitenechtelijk was, was dit niet vreemd omdat in Normandië nog altijd het oude gewoonterecht van de Vikingen gold (de "mos Danicus") waardoor een man meerdere vrouwen kon hebben, en hun kinderen wettige erfgenamen waren. Willems politieke tegenstanders zouden dit gegeven wel zijn leven lang tegen hem blijven gebruiken. Robert overleed tijdens zijn pelgrimstocht in 1035, en Willem volgde hem op als hertog van Normandië. Willem was toen nog geen tien jaar oud en de werkelijke macht lag bij zijn hovelingen, in het bijzonder bij zijn voogden. Er werd door de Normandische adel fel om deze posities gevochten en meerdere voogden sneuvelden of werden vermoord. Ook werden meerdere aanslagen op Willem zelf gepleegd.
In 1044/1045 steunde Normandië koning Hendrik I van Frankrijk tegen Godfried II van Anjou. Willem zal rond deze tijd meerderjarig zijn geworden (16 jaar oud). Hij werd in 1046 nog geconfronteerd met een gevaarlijke opstand van een deel van de Normandische adel die zijn neef Guy (zoon van zijn tante Adelheid van Normandië (1005-1038)) tot hertog wilden uitroepen. Willem vluchtte naar het hof van Hendrik. In 1047 keerde hij samen met Hendrik terug en versloeg zijn tegenstanders in de twee dagen durende Slag van Val-es-Dunes, aan de rivier de Orne bij Caen. Veel van zijn vluchtende tegenstanders werden gedood; het rad van een watermolen in de Orne zou door lijken zijn verstopt geraakt. Willem had nog drie jaar nodig om Guy en zijn aanhangers te onderwerpen. Hij gebruikte de Godsvredebeweging daarbij als een belangrijk hulpmiddel. Hij veroverde het opstandige Alençon en liet de handen van de burgers afhakken als straf omdat ze tijdens het beleg dierenhuiden aan de muren hadden gehangen, als verwijzing naar de nederige afkomst van zijn moeder die dochter van een leerlooier was. Nadat hij ook enkele veldtochten tegen Maine had gevoerd, was zijn positie als hertog verzekerd. Willem koos Caen als zijn hoofdstad en begon zijn regering als hertog.

## Hertog, aanspraak op de Engelse troon en huwelijk

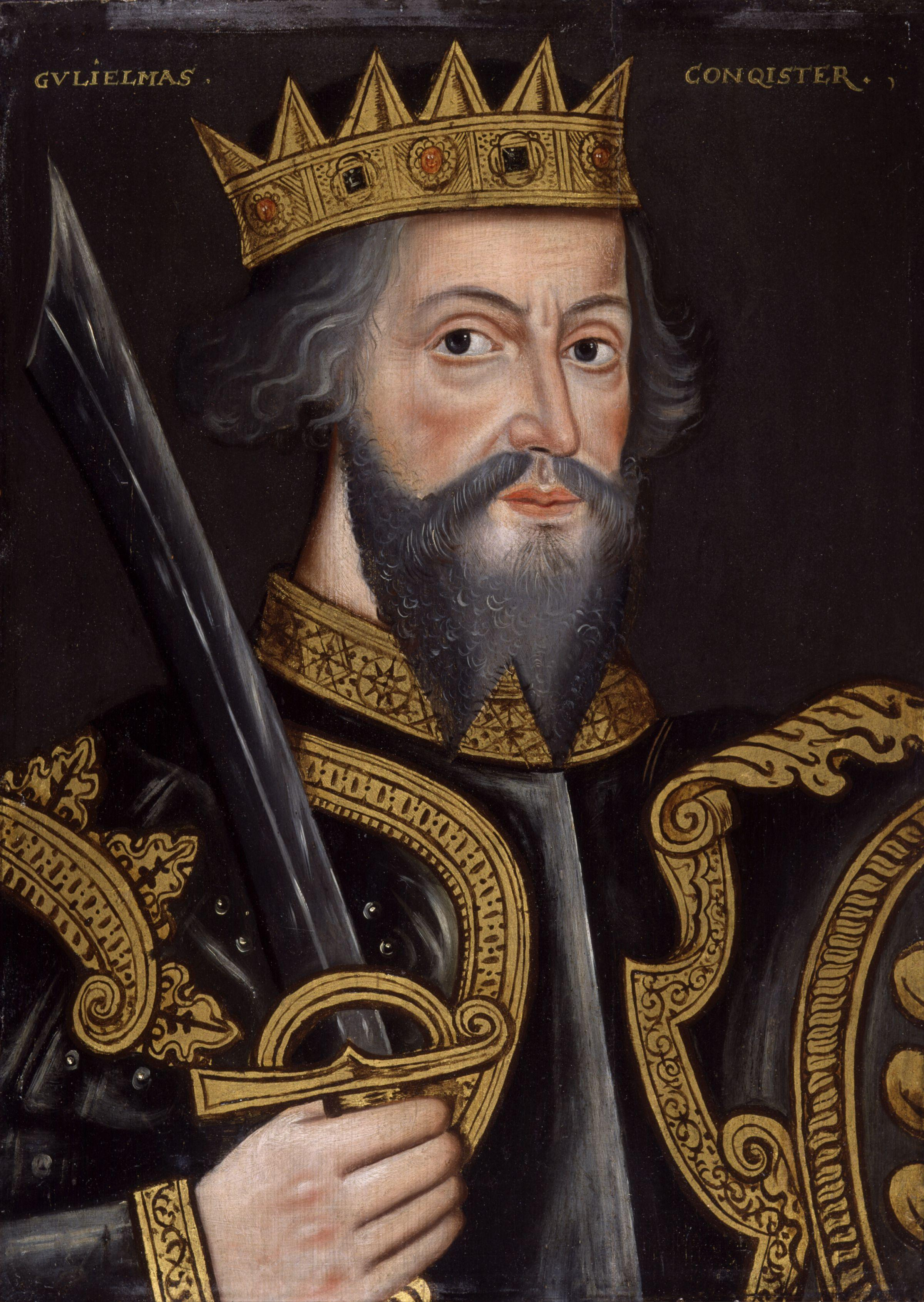
Portret van Willem de Veroveraar in de National Gallery (17e eeuw)

Als jonge hertog werkte Willem gestaag aan het versterken van zijn macht en onafhankelijkheid. In 1051 of 1052 bezocht hij in Londen zijn achterneef Eduard de Belijder, koning van Engeland, die als jonge man voor zijn eigen veiligheid een tijd aan het Normandische hof had geleefd. Eduard was toen in conflict met zijn machtigste earl, Godwin van Wessex. Willem beweerde later dat Eduard, die kinderloos was, hem bij deze gelegenheid de Engelse troon had beloofd.
In 1053 bevestigde Willem de goede banden met Vlaanderen door discreet te huwen in het kasteel van Eu te Eu (Seine-Maritime) met zijn achternicht Mathilde van Vlaanderen, verwant in de vijfde graad. Dit huwelijk was zowel voor paus Leo IX (wegens bloedverwantschap) als voor koning Hendrik (wegens het machtige verbond tussen Normandië en Vlaanderen) niet te aanvaarden. Hendrik probeerde in 1054 en in 1056 Willem met een leger te onderwerpen, maar werd beide keren door Willem verslagen. Toen paus Nicolaas II in 1059 alsnog instemde met het huwelijk en Willem in 1062 ook nog Maine wist te veroveren, was zijn succes compleet. Het was Lanfranc van Bec die namens Willem met de paus onderhandelde. Deze religieuze zou later voor hem de Abbaye aux Hommes in Caen bouwen waar hij ook zou worden begraven.
In 1064 leed Harold, zoon van Godwin van Wessex, schipbreuk op de kust van Ponthieu. Harold werd door de lokale heer gevangengenomen maar Willem zorgde voor zijn vrijlating en ontving Harold als zijn gast. Harold zou hebben deelgenomen aan een veldtocht van Willem en verloofde zich met Willems dochter Adelheid. Willem liet Harold zweren dat hij Willems aanspraken op de Engelse troon zou ondersteunen. Harold verklaarde later dat die eed onder dwang was afgelegd, en daarom niet geldig was. Na het overlijden van de kinderloze Eduard de Belijder (4 januari 1066), werd Harold door de witenagemot evenwel zelf tot koning uitgeroepen.

## Verovering van Engeland

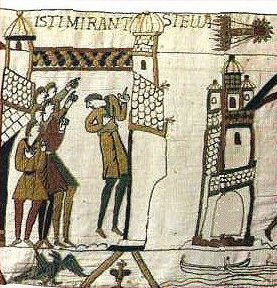
De komeet van Halley in 1066

Engeland was een goed georganiseerd koninkrijk met goed werkende belastingheffingen. Vooral dat laatste maakte het voor Willem aantrekkelijk om zijn aanspraken op de troon door te zetten. De verschijning van een komeet, vermoedelijk de komeet van Halley in april 1066, zag hij als een goed voorteken. Hij kreeg hulp van edelen uit Bretagne, Vlaanderen en het hele westen van Frankrijk en verzamelde een vloot van bijna 700 schepen. Harold stationeerde een leger en een vloot in het zuiden van Engeland om deze dreiging het hoofd te kunnen bieden maar op 8 september moest hij, gedwongen door de wet, zijn leger ontbinden en zijn vloot op Londen terugtrekken. Harolds leger bestond vooral uit dienstplichtige boeren, die bij het aanbreken van de oogsttijd het recht hadden om het leger te verlaten. Willem was juist door slecht weer vertraagd; zijn expeditie was vertrokken uit de Divesmonding maar had enkele weken moeten schuilen in de Baai van de Somme. Daardoor landde hij pas op 28 september 1066 bij Pevensey op de Engelse kust, zonder tegenstand te ontmoeten. Willem bleef aan de kust en bouwde bij Hastings een kasteel dat hij in kant-en-klare onderdelen uit Normandië had meegenomen, als verdediging tegen een mogelijke aanval over zee.
Harold was toen met zijn kleine beroepsleger ver weg in York, waar hij Harald III van Noorwegen en zijn eigen broer Tostig Godwinson had verslagen in de slag bij Stamford Bridge. Na het nieuws van Willems landing trok hij in haast naar het zuiden, waarbij hij onderweg zo veel mogelijk troepen verzamelde. Op 14 oktober vond de slag bij Hastings plaats, waarbij na een dag van zware gevechten Harold werd gedood en Willem de overwinning behaalde.
De slag bij Hastings was nog lang niet de definitieve beslissing. De Engelsen kozen Edgar Ætheling als koning. Willem trok via Dover en Canterbury naar Londen. Hij probeerde via London Bridge de stad te veroveren maar deze aanval werd afgeslagen. Willem liet versterkingen uit Normandië komen en stak de Theems over. Een nieuwe aanval op Londen lukte wel. Op 25 december werd Willem in de Westminster Abbey tot koning gekroond. Zijn verovering is het onderwerp van het beroemde Tapijt van Bayeux.
Willem werd voortdurend met Engelse opstanden geconfronteerd, wat in 1068 uitliep op een grote opstand in Mercia en Northumbria onder leiding van Edgar. Edgar werd verslagen en vluchtte naar Schotland, waar zijn zuster trouwde met koning Malcolm III. Northumberland kwam weer in opstand en York werd veroverd. De opstand werd gesteund door een inval uit Schotland en Denemarken (ook de Deense koning maakte aanspraken op de Engelse kroon). De opstandelingen kwamen tot Lincoln maar werden daar gestuit en uiteindelijk in Yorkshire verslagen. Willem begon toen een campagne van verschroeide aarde in het noorden van Engeland (de zogenaamde Harrying of the North) wat tot grote hongersnood en ontvolking leidde. De gevolgen daarvan waren 100 jaar later nog merkbaar en zelfs de paus zou Willem hebben vermaand over de behandeling van zijn onderdanen. De adel in het noorden werd op grote schaal vervangen door Willems volgelingen en de Denen werden afgekocht en gingen naar huis. In 1072 viel Willem Schotland binnen en sloot uiteindelijk een verdrag met Malcolm. Edgar gaf zich over in 1074. De laatste echte opstand in Engeland was vooral een opstand van Normandische edelen, hoewel de laatste Saksische earl Waltheof II van Northumbria ook aan de opstand deel nam en er weer steun was vanuit Denemarken. Willem was ten tijde van deze opstand in Normandië maar de opstand werd neergeslagen door zijn halfbroer Odo van Bayeux.
Willem introduceerde het feodale stelsel in Engeland, en benoemde veel Franse edelen in Engelse posities. Daarbij gaf hij ze bezittingen die over grote gebieden waren versnipperd zodat ze geen echte machtsbasis konden opbouwen. Hij bouwde ongeveer 80 kastelen, waaronder de Tower of London. In 1085 liet Willem het Domesday Book opstellen met een gedetailleerde inventarisatie van bezittingen in land en vee, voor een doelmatige belastingheffing en om de nieuwe bezitsverhoudingen permanent vast te leggen. Tegen deze tijd had de oorspronkelijke Angelsaksische adel en geestelijkheid nog maar 8% van het land in bezit. Tijdens het bewind van Willem werden daarnaast strenge wetten afgekondigd tegen het rooien van bossen, mede om de jachtgronden voor de adel in stand te houden. De wetgeving werd gaandeweg echter door landeigenaren genegeerd toen de voordelen van landontginning evident werden. De Normandiërs drukten ook qua recht, cultuur en architectuur gedurende de volgende eeuwen een sterk stempel op Engeland.
Opmerkelijk aan de verovering van Engeland is dat deze trekken heeft van een commerciële onderneming. In de Normandische administratie werd vastgelegd wat ieders bijdrage in schepen aan Willems invasievloot was geweest. Er bestaat een zichtbaar verband tussen de grootte van deze investeringen en de grootte en het belang van de Engelse functies en bezittingen die deze investeerders na 1066 kregen toebedeeld.

## Laatste jaren

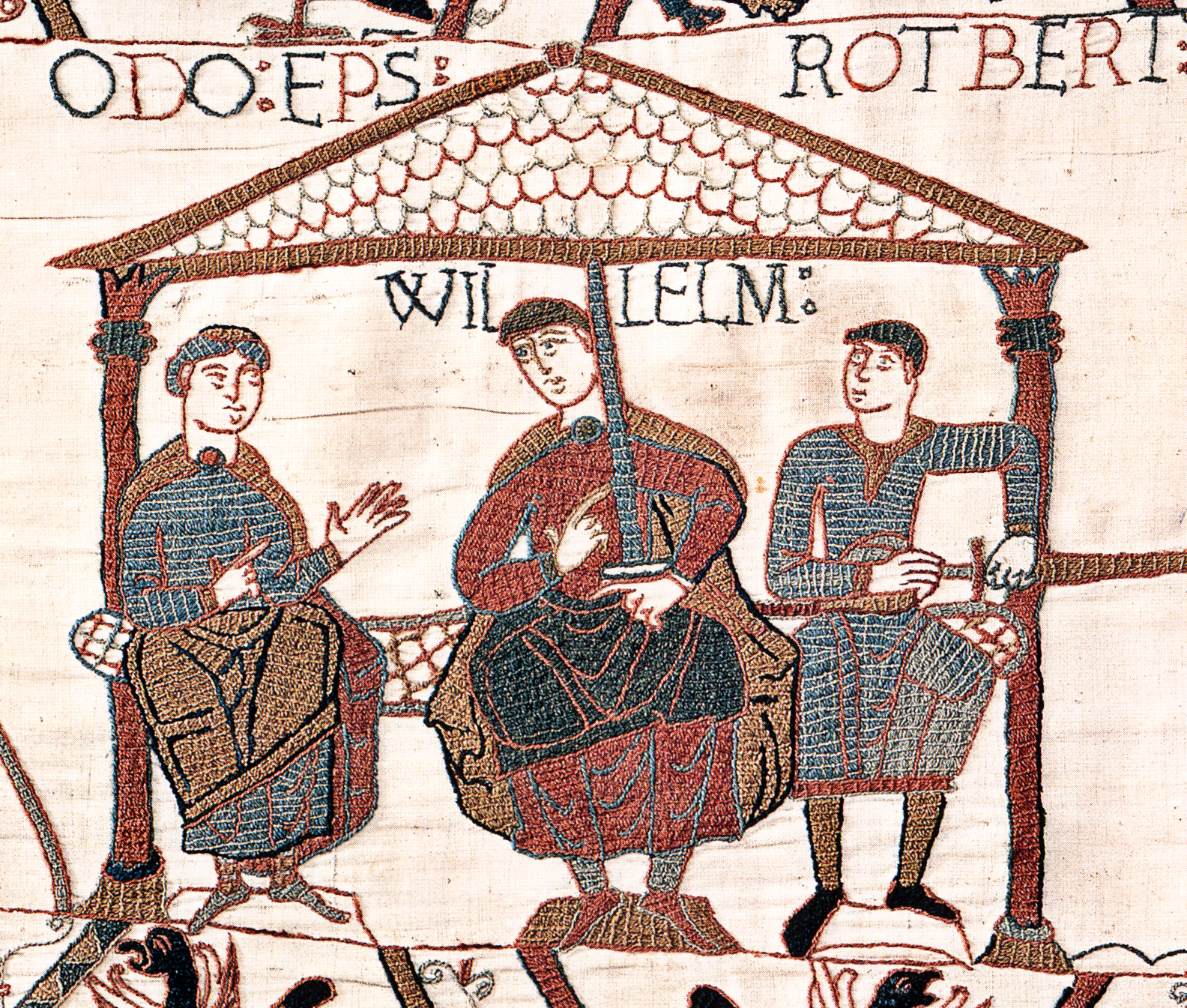
Willem tussen zijn halfbroers Odo en Robert

In 1076 dreigde een oorlog tegen Bretagne maar onder druk van koning Filips I van Frankrijk werd een vrede bereikt die werd bezegeld door de verloving van Willems dochter Constance met Alan IV van Bretagne, de erfgenaam van de hertog van Bretagne.
Willems zoons kregen grote ruzie met elkaar in 1079. Robert, de oudste, werd door zijn broers in een modderpoel gegooid. De ruzie die hieruit voortvloeide leidde tot een complete oorlog waarin Willem aan de kant van zijn jongere zoons kwam te staan. Robert had een sterke positie in Normandië en Willem kon hem alleen maar bedwingen met hulp van koning Filips. Willem werd zelfs tijdens een veldslag door Robert uit zijn zadel geworpen en verwond, omdat Robert hem niet herkende. Willem moest zich terugtrekken in Rouen om te herstellen. Zijn vrouw Mathilde wist in 1080 een vrede te bemiddelen in de familie.
Willem liet in 1080 zijn halfbroers nog aanvallen uitvoeren op Schotland en Northumbria maar in 1082 zette hij zijn halfbroer Odo van Bayeux gevangen, en liet hem later weer vrij.

## Dood en begrafenis

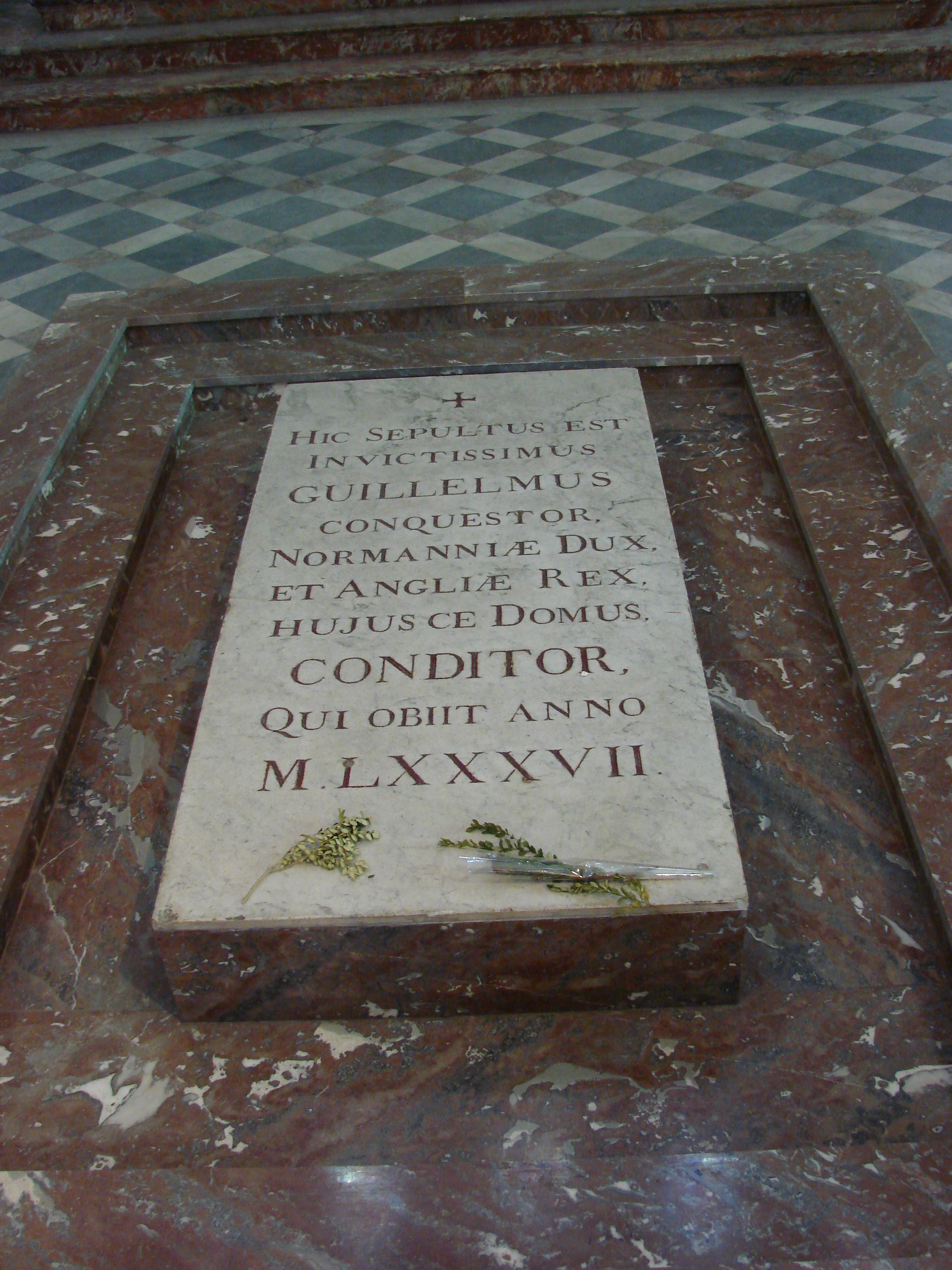
Zijn grafsteen te Caen

Van Willem is één bot bewaard gebleven. Op basis daarvan wordt geschat dat Willem ongeveer 1,75 m groot en sterk gespierd was. Daarmee was hij vrij lang voor zijn tijd maar zijn gespierde bouw was niet zo bijzonder: middeleeuwse ridders moesten heel sterk zijn om met succes in hun zware wapenrusting met hun zware wapens te kunnen vechten. Bekend is dat Willem vanaf zijn paard de boog kon hanteren en dat hij zijn hele leven een goede gezondheid had. Wel werd hij op latere leeftijd erg dik, zodat hij volgens de Franse koning wel op een zwangere vrouw leek.
In de zomer van 1087 viel Willem van zijn paard tijdens het beleg van Mantes en liep door de klap tegen zijn zadelknop inwendige verwondingen in zijn buik op. Na vijf weken van grote pijn bezweek hij. Op zijn doodsbed heeft hij zijn meeste tegenstanders begenadigd. Willems lichaam werd naar Caen vervoerd voor de begrafenis in de Abbaye aux Hommes. Maar hij was behoorlijk dik en zijn lichaam was door de warmte bovendien opgezet. Bisschoppen probeerden zijn lichaam in de voor hem bestemde sarcofaag te proppen maar daarbij barstte zijn buik open en werd de kerk met een ondraaglijke stank vervuld. Bij Willems begrafenis bleek dat het land van het graf nog niet was betaald en de eigenaar eiste betaling van 60 schellingen voordat de begrafenis door kon gaan. Het bedrag werd ter plekke door zijn zonen voldaan.

## Kinderen
Willem en Mathilde kregen de volgende kinderen:
- Robert Curthose, erft het hertogdom Normandië
- Richard (ca. 1055 - 1075 of 1081), verongelukt tijdens de jacht in New Forest, begraven in de kathedraal van Winchester
- Adelheid, verloofd met Harold Godwinson in 1064 maar niet met hem getrouwd, non in Préaux
- Mathilde (ovl. ca. 1113), abdis van la Trinité te Caen
- Cecilia (ovl. juli 1126/1127), abdis van la Trinité te Caen als opvolgster van Mathilde, begraven in Caen
- Willem Rufus, erft het koninkrijk Engeland
- Constance (ovl. 13 augustus 1090), getrouwd met Alan IV van Bretagne, begraven in een kerk bij Redon
- Agatha
- Adela
- Hendrik Beauclerc

## Voorouders
| Voorouders van Willem de Veroveraar | Voorouders van Willem de Veroveraar                                       | Voorouders van Willem de Veroveraar                                       | Voorouders van Willem de Veroveraar                                       | Voorouders van Willem de Veroveraar                                       | Voorouders van Willem de Veroveraar                     | Voorouders van Willem de Veroveraar                     | Voorouders van Willem de Veroveraar                     | Voorouders van Willem de Veroveraar                     |
| ----------------------------------- | ------------------------------------------------------------------------- | ------------------------------------------------------------------------- | ------------------------------------------------------------------------- | ------------------------------------------------------------------------- | ------------------------------------------------------- | ------------------------------------------------------- | ------------------------------------------------------- | ------------------------------------------------------- |
| Overgrootouders                     | Richard I van Normandië (933–996) ∞ Gunnora (950-1031)                    | Richard I van Normandië (933–996) ∞ Gunnora (950-1031)                    | Conan I van Bretagne (944–992) ∞ Ermengarde van Anjou (932-992)           | Conan I van Bretagne (944–992) ∞ Ermengarde van Anjou (932-992)           | ? (-) ∞ ? (–)                                           | ? (-) ∞ ? (–)                                           | ? (-) ∞ ? (–)                                           | ? (-) ∞ ? (–)                                           |
| Grootouders                         | Richard II van Normandië (963–1026) ∞ 1000 Judith van Bretagne (982-1017) | Richard II van Normandië (963–1026) ∞ 1000 Judith van Bretagne (982-1017) | Richard II van Normandië (963–1026) ∞ 1000 Judith van Bretagne (982-1017) | Richard II van Normandië (963–1026) ∞ 1000 Judith van Bretagne (982-1017) | ? (-) ∞ ? (–)                                           | ? (-) ∞ ? (–)                                           | ? (-) ∞ ? (–)                                           | ? (-) ∞ ? (–)                                           |
| Ouders                              | Robert de Duivel (1000/1010-1035) ∞ Herleva (1015-1050)                   | Robert de Duivel (1000/1010-1035) ∞ Herleva (1015-1050)                   | Robert de Duivel (1000/1010-1035) ∞ Herleva (1015-1050)                   | Robert de Duivel (1000/1010-1035) ∞ Herleva (1015-1050)                   | Robert de Duivel (1000/1010-1035) ∞ Herleva (1015-1050) | Robert de Duivel (1000/1010-1035) ∞ Herleva (1015-1050) | Robert de Duivel (1000/1010-1035) ∞ Herleva (1015-1050) | Robert de Duivel (1000/1010-1035) ∞ Herleva (1015-1050) |
| Willem de Veroveraar (1028-1087)    |                                                                           |                                                                           |                                                                           |                                                                           |                                                         |                                                         |                                                         |                                                         |